# Coupe du monde de saut d'obstacles 1999-2000
Navigation
Édition précédente Édition suivante
La coupe du monde de saut d'obstacles 1999-2000 est la 22e édition de la coupe du monde de saut d'obstacles organisée par la FEI. La finale se déroule à Las Vegas (États-Unis), en avril 2000.

## Classement après la finale
| Pos. | Cavalier       | Nationalité | Cheval            |
| ---- | -------------- | ----------- | ----------------- |
| 1    | Rodrigo Pessoa | Brésil      | Baloubet du Rouet |
| 2    | Markus Fuchs   | Suisse      | Tinka's boy       |
| 3    | Beat Mändli    | Suisse      | Pozitano          |